# Fred Adlmüller
Wilhelm Alfred „Fred“ Adlmüller (* 16. März 1909 in Nürnberg; † 26. September 1989 in Wien) war ein deutsch-österreichischer Modeschöpfer und Hochschullehrer.

## Leben
Fred Adlmüller war der Sohn von Burkhard Adlmüller, dem Inhaber des Mansfelder Braustüberls in Nürnberg und der Münchner Hotelrestaurants Römerschanze und Grünwalder Weinbauer, und Elise Adlmüller, geborene Augustin. In den Jahren 1923 bis 1927 absolvierte er eine Lehre als Koch im Münchner Hotel Vier Jahreszeiten. Anschließend arbeitete er bis 1929 im väterlichen Unternehmen. Danach kam er nach Wien, mit dem Ziel für die Weiterführung des heimatlichen Betriebs Erfahrungen zu sammeln. Er nahm aber eine Anstellung im Modehaus Ludwig Zwieback & Bruder an, von wo er als Modeeinkäufer ins Modehaus Stone & Blyth zuerst in die Filiale in Bad Gastein und dann nach Wien in das Stammhaus im Palais Esterházy wechselte und 1934 an seiner ersten Haute-Couture-Kollektion zu arbeiten begann. Ab dem Jahr 1936 war er auch als Kostümbildner an Wiener und ausländischen Bühnen tätig.
Als die Eigentümer des Modehauses, das Ehepaar Ignaz und Stefanie Sass, als Juden nach dem „Anschluss“ Österreichs nach London emigrierten, setzten sie Adlmüller, der (wegen Scharlachs und später eines Nierenleidens) wehruntauglich war und nicht einrücken musste, als Geschäftsführer ein. Auch unter dem neuen Eigentümer Heribert Schindelka, der das Unternehmen durch Arisierung erhielt, war Adlmüller Geschäftsführer.
Gegen Kriegsende sorgte er für die Filmausstattung für die Wiener Mädeln. Nach dem Krieg wurde Schindelka verhaftet und Adlmüller wurde vorerst kommissarischer Leiter und dann vom noch in England weilenden Ehepaar Sass als Geschäftsführer wieder bestätigt. Durch seine Tätigkeiten für sowjetische Offiziere konnte er schon im Herbst 1945 die erste Nachkriegskollektion vorstellen. Am 4. Juni 1946 erhielt er die österreichische Staatsbürgerschaft. 1949 kamen die ursprünglichen Eigentümer wieder nach Wien. Mit ihnen gründete Adlmüller die Firma Stone & Blyth Nachfolger – W. F. A. Ges.m.b.H., die auch in München eine Niederlassung hatte. Im Jahr 1950 konnte Adlmüller das Unternehmen durch Zahlung einer Leibrente vom Ehepaar Sass komplett übernehmen. Für Herstellung und Vertrieb beschäftigte er bis zu 70 Mitarbeiter.
Seine Damenmode, die unter anderem von in- und ausländischen weiblichen Stars und Politikergattinnen getragen wurde, wird als Haute Couture in femininem klassischen Stil beschrieben, er lieferte aber auch die Staatsfräcke für die Bundespräsidenten der Zweiten Republik. In den 1950er Jahren kreierte er das Parfum Eau de Vienne.
Bei der Weltausstellung 1958 in Brüssel erhielt er den Grand Prix für das schönste Hostessengewand. Im Jahr 1973 schloss er die Niederlassungen in Bad Gastein und München. Zwischen 1973 und 1979 war Fred Adlmüller als ordentlicher Professor an der Hochschule für angewandte Kunst tätig und leitete die Meisterklasse für Mode.
Adlmüller lebte bis zu seinem Tod mit seinem langjährigen Lebenspartner und nachmaligen Nachlassverwalter Herbert Schill († 22. Dezember 2000) zusammen. Er wurde auf dem Wiener Zentralfriedhof in einem Ehrengrab bestattet (Gruppe 33 G, Nummer 77).
Nach Adlmüllers Tod wurde ein Teil des persönlichen Nachlasses am 20. Juni 1990 zugunsten des Malteser Ritterordens im Dorotheum versteigert, die Versteigerung der Modellkleider erfolgte am 17. Jänner 1991.

## Filmografie
Kostüme:
- 1943: Frauen sind keine Engel
- 1944: Hundstage
- 1944: Am Vorabend
- 1944/49: Wiener Mädeln
- 1948: Der himmlische Walzer
- 1948: Fregola
- 1951: Der schweigende Mund
- 1952: Alle kann ich nicht heiraten
- 1952: Illusion in Moll
- 1954: Dieses Lied bleibt bei dir
- 1954: Wenn du noch eine Mutter hast (Das Licht der Liebe)
- 1954: Sie
- 1954: Weg in die Vergangenheit
- 1955: Die Wirtin zur Goldenen Krone
- 1956: Liebe, die den Kopf verliert
- 1956: Wo die Lerche singt
- 1957: Noch minderjährig (Unter Achtzehn)
- 1958: Im Prater blüh’n wieder die Bäume
- 1958: Frauensee
- 1961: Geständnis einer Sechzehnjährigen
- 1962: Lulu

Dokumentation:
- 2022: Adlmüller – Der König der Mode[4]

## Kostüme für die Staatsoper
- 1947: Orpheus in der Unterwelt
- 1949: Tausend und eine Nacht
- 1951: Giuditta

## Auszeichnungen
- 1952 – Ehrenpreis der Stadt Wien
- 1969 – Goldenes Ehrenzeichen für Verdienste um die Republik Österreich
- 1978 – Modepreis der Stadt München
- 1980 – Goldenes Ehrenzeichen für Verdienste um das Land Wien
- 1982 – Berufstitel Hofrat

## Fred-Adlmüller-Stipendienstiftung
Studierende der Universität für angewandte Kunst Wien werden vom Fred-Adlmüller-Stipendium unterstützt, sofern sie österreichische Staatsbürger sind und von der Fred-Adlmüller-Stiftungskommission als stipendienwürdig erkannt wurden. Mitglied in der Stipendienstiftungskommission bis zu seinem Tod im Jahr 2000 war Herbert Schill, Adlmüllers langjähriger Lebensgefährte und Nachlassverwalter.